# Зоммерфельдт, Рене
Рене Зоммерфельдт (нем. René Sommerfeldt; род. 2 октября 1974, Циттау, Дрезден) — немецкий лыжник, выступавший за сборную Германии с 1994 года. Участвовал в трёх зимних Олимпийских играх, в 2002 году в Солт-Лейк-Сити выиграл бронзу, в 2006 году в Турине удостоился серебра (обе медали за эстафету). Лучший результат в индивидуальных соревнованиях показал на Олимпиаде 2006 года, финишировав в гонке на 15 км двенадцатым.
Зоммерфельдт является обладателем трёх медалей чемпионатов мира, из них две серебряные и одна бронзовая. Один раз становился призёром этапа Кубка мира, приехав третьим.
В 2004 году выиграл заезд на 50 км на фестивале в Хольменколлене, став вторым немцем, победившем в этом престижном соревновании (первым был Герхард Гриммер в сезоне 1970—1971).